# The Hound
The Hound is een horror/kort verhaal geschreven door de Amerikaanse schrijver H.P. Lovecraft. Het werd voor het eerst gepubliceerd in het februari-nummer uit 1924 van het tijdschrift Weird Tales.
The Hound is het eerste verhaal waarin het boek Necronomicon wordt genoemd, nadat schrijver Abdul Alhazred eerder al eens werd vermeld in het verhaal The Nameless City. The Hound bevat naast deze nog andere elementen die deel zouden gaan uitmaken van Lovecrafts Cthulhu Mythos. Zo noemt hij voor de tweede keer het gebied 'Leng', nadat hij dit voor het eerst deed in Celephaïs. Leng zou later een grote rol spelen in The Dream-Quest of Unknown Kadath.

## Verhaal
De verteller en zijn vriend St. John zijn gepassioneerde grafrovers. Ze schenden graven op zoek naar objecten voor hun verzameling. De twee wonen samen in een afgelegen huis en ontvangen er geen andere mensen. Hierdoor zijn ze in de gelegenheid om er een eigen museum op na te houden in hun kelder. Dit is gevuld met onder meer grafstenen, opgezette lichamen, schedels, hoofden in verschillende staten van ontbinding, een koffertje bekleed met menselijke huid, sarcofagen, occulte beelden, schilderijen en andere souvenirs aangetroffen tijdens hun nachtelijke rooftochten.
De twee reizen naar Nederland om het graf van een legendarische grafrover te zoeken. Die ligt daar al vijf eeuwen en zou ooit een 'machtig voorwerp' hebben gestolen. Eenmaal op het kerkhof horen ze een geluid dat lijkt op het geblaf van een enorme hond. In de kist blijkt naast het verminkte skelet van de dode een jade amulet te liggen. Het heeft de vorm van wat op de twee overkomt als een gevleugelde hond, of een sfinx met een gezicht dat half hond lijkt. De verteller en St. John herkennen dit als een voorwerp uit een tekst in het verboden boek Necronomicon. Ze besluiten het mee te nemen. Tijdens hun zeiltocht terug naar Engeland, denken ze in de verte weer geblaf te horen.
Een week na thuiskomst beginnen er verontrustende dingen te gebeuren. Er wordt gemorreld aan ramen en deuren, er klinkt geluid van slaande vleugels en het maanlicht dat door het raam in de bibliotheek schijnt, wordt onderbroken door een gestalte. Op een nacht wordt er op de slaapkamerdeur van de verteller geklopt, terwijl St. John slaapt. Steeds weer horen de twee geblaf. Wanneer ze op een dag gekras aan een deur onderzoeken, horen ze in de verte gepraat in het Nederlands. St. John sterft nadat hij op een dag wordt aangevallen terwijl hij van het treinstation naar huis loopt. De verteller treft hem gruwelijk verminkt aan. St. John kan alleen nog een keer het amulet verwensen voor hij bezwijkt.
De verteller vertrekt naar Londen. Voor hij het huis verlaat, verbrandt en begraaft hij de morbide verzameling. Hij neemt alleen het amulet met zich mee. Het geblaf en gevoel dat iemand hem in de gaten houdt, verdwijnt ook in Londen niet. Omdat hij bang is net zo te eindigen als St. John, zeilt de verteller opnieuw naar Nederland. Hij wil het amulet terug in het graf leggen, hopend dat verdere ellende hem dan bespaard blijft. Voor hij hier kans toe krijgt, wordt het van hem gestolen in een herberg in Rotterdam. Diezelfde nacht hoort hij luid geblaf. De volgende morgen leest hij dat er nabij een hele familie aan stukken is gescheurd. De verteller gaat ondanks zijn lege handen toch terug naar het graf. Wanneer hij het opent, blijkt het skelet niet meer schoon en wit. Het zit vol met aangekoekt bloed, flarden vlees en haar. Uit de kaken van de grijnzende schedel klinkt een luide blaf, terwijl de hand van het skelet het amulet vast heeft. De verteller slaat doodsbang op de vlucht. Het geblaf stopt nooit en blijft dichterbij komen. Hij besluit daarom om zichzelf te doden met een revolver om erger te voorkomen.